# Johann Evangelist Haller
 Johann Evangelist Haller (né le 30 avril 1825 à Sankt Martin in Passeier en Tyrol (aujourd'hui en Italie), et mort le 5 mai 1900 à Salzbourg) est un cardinal autrichien de la fin du XIXe siècle.

## Biographie
Haller est élu évêque titulaire d'Adran et évêque auxiliaire de Trente en 1874 et évêque auxiliaire à Salzbourg en 1880. Il succède à Salzbourg en 1890. L'archevêque de Salzbourg porte le titre de Primas Germaniæ depuis 1648.
Le pape Léon XIII le crée cardinal lors du consistoire du 29 novembre 1895.

## Source
- Fiche du cardinal sur le site de la FIU